# European Coastal Airlines
European Coastal Airlines (ECA) je hidroavionska zrakoplovna tvrtka sa sjedištem u Hrvatskoj. Osnovana je 2000., a krenula je s radom u kolovozu 2014. godine. Njihova se flota u ovom trenutku sastoji od jednog De Havilland Canada DHC-6 Twin Otter hidroaviona koji je u mogućnosti slijetati na vodu i na kopno.

## Povijest
Tvrtka je osnovana u rujnu 2000. godine, u Hrvatskom društvu Obalna Kapitalna Ulaganja d.o.o. iz Zagreba. Tvrtka je odradila nekoliko promotivnih letova koristeći obnovljeni dvokrilni hidroavion Grumman Goose. Slobodna Dalmacija izvijestila je u kolovozu 2002. da je tvrtka stekla licence za slijetanja na 25 destinacija diljem hrvatskog Jadrana, uključujući i luku Zadar.
U ranim 2000-ima projekt je stavljen na čekanje, ali je ponovno pokrenut 2007. godine, kada su im se pridružio hrvatski investitor. U kolovozu 2014. tvrtka je napokon dobila bitku s hrvatskom birokracijom i dobila sve potrebne dozvole. Tvrtka je pokrenula redovite letove koji povezuju Split i Jelsu na otoku Hvaru 27. kolovoza 2014. Dana 6. listopada 2014. tvrtka počela letove između Zagreba i otoka Raba, ali usluga je suspendirana do zime, a nastavila se u travanju 2015.
U kolovozu 2016, privremeno je oduzeta licenca za obavljanje zračnog prometa te je flota prizemljena.

## Odredišta
European Coastal Airlines pruža usluge na sljedećim odredištima:
Destinacije u Hrvatskoj
Terminali na vodi
- Dubrovnik
- Hvar
- Jelsa
- Korčula
- Lastovo
- Mali Lošinj
- Novalja
- Pula
- Rab
- Split - centar grada
- Vela Luka
- Vis
- Zadar

Terminali na kopnu
- Rijeka
- Split - Zračna luka Split
- Zagreb

Destinacije izvan Hrvatske
Terminali na vodi
- Ancona
- Pescara

Zrakoplovna tvrtka ima velike planove za uvođenje novih odredišta na hrvatskim otocima i kopnu. Uvođenje transjadranske rute između Hrvatske i Italije također je prošlo uspješno, iako je bilo malo vjerojatno da će se uvesti prije ulaska Hrvatske u schengenski prostor koji se očekuje najranije krajem 2016. Prvi letovi između Hrvatske i Italije su počeli u studenom 2015. Leti se 4 puta tjedno između Split i Ancona Falconara Airport i između Rijeka Airport i Ancona Falconara Airport.